# 執戟郎
將部近衛，帳外的側侍，常以「戟」作為手持之武器，負責站崗，故為執戟郎。

## 原本記載
- 《史記·淮陰侯列傳》：“ 臣事項王，官不過郎中，位不過執戟。”秦漢郎宮中有中郎、侍郎、郎中等，負責執戟宿衛殿門，故稱執戟郎。
- 《漢書.百官公卿表》“郎掌守門戶，出充車騎，有議郎、中郎、侍郎、郎中，皆無員，多至千人。議郎、中郎秩比六百石，侍郎比四百石，郎中比三百石。”

## 著名人物
- 韓信